# Manuel Agujetas
Manuel de los Santos Pastor (Callejón de las luces, Rota 16 de junio de 1933 - Jerez de la Frontera, 25 de diciembre de 2015), apodado y conocido artísticamente como Agujetas o Agujetas de Jerez, fue un cantaor flamenco, uno de los miembros más destacados de la "familia de los Agujetas", de reconocido prestigio en el mundo del flamenco. Heredó su apodo de su padre, Agujeta Viejo, que trabajaba cambiando las "agujas" de ferrocarriles.

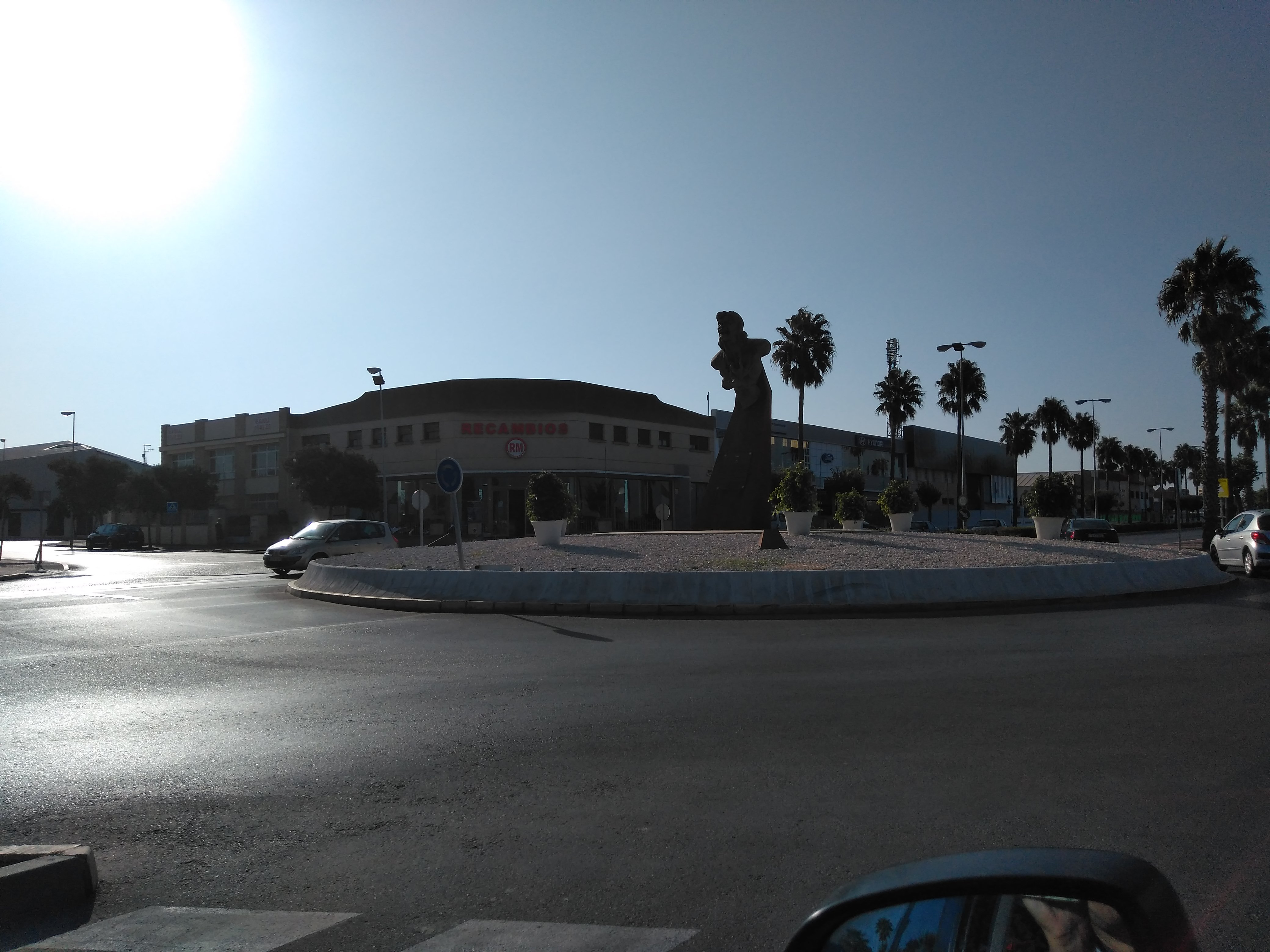
Monumento en Rota

## Biografía
Este artista gitano empezó trabajando en la fragua de su padre, también cantaor, antes de irse a vivir en 1970 a Madrid, donde grabó su primer disco, producido por Manuel Ríos Ruiz y acompañado en la guitarra por Manolo Sanlúcar; con el apodo Agujetas (tomado de su padre) como nombre artístico.
Su padre le transmitió la tradición del cante jerezano heredado de Manuel Torre, El Marrurro y Tío José de Paula (y su madre, Ana Pastor Monje, que era de la familia de Negro de El Puerto). Casado con una japonesa, sus hijos Dolores Agujetas , Antonio Agujetas y Manuel también son cantaores, así como sus hermanos Juan, Paco, Diego y Luis. Participó en la grabación de la Magna Antología del Cante Flamenco, que fue recopilada por el musicólogo José Blas Vega.
En 1977 fue galardonado con el Premio Nacional de Cante de la Cátedra de Flamencología de Jerez.
Tras una prolongada estancia en Norteamérica contrajo una grave enfermedad, y los más destacados intérpretes del flamenco le rindieron en 1987 un homenaje en Jerez de la Frontera; un punto de inflexión a partir del cual la carrera de Agujetas se reactivó.
Agujetas apareció en la película Flamenco de Carlos Saura. Esta interpretación supuso uno de sus momentos más intensos: un martinete en el que se mostraba su cante ancestral, su rostro marcado por los años. A raíz de esta fecha, las grabaciones se sucedieron con asiduidad: Agujetas en París (1996), Agujeta en la soleá (1998).
En estos discos, Agujetas defendió el cante antiguo y la memoria oral, legados de los que, junto a pocos elegidos como El Chocolate y La Paquera, se sentía cancerbero. Esta y otras confesiones salpicaban el documental que la realizadora francesa Dominique Abel le dedicó en 2000, Agujetas cantaor, donde hace también aparición el guitarrista Moraíto Chico. Un par de años más tarde registró 24 quilates, donde insistía en reivindicar la escuela de Manuel Torre, de El Marrurro y de Tío José de Paula.
En el año 2013, su ciudad natal le brindó una avenida con su nombre y vuelve a los escenarios en 2014.
En 2015, se decidió instalar un monumento en su honor en Jerez, monumento que se suma al que tiene en la entrada de Rota.
Falleció en Jerez de la Frontera el 25 de diciembre de 2015.
En 2021 se estrenó el documental "Agujetas cantaor" de Dominique Abel

## Discografía
- Viejo cante jondo, 1972
- Premio Manuel Torre de Cante Flamenco, 1974
- El color de la hierba, 1978
- Grandes Cantaores de flamenco: Agujetas, 1986
- Agujetas en París, 1996.
- El Querer no se puede ocultar, 1998
- Agujeta en la soleá, 1998.
- El querer no se puede ocultar, 1998.
- Agujetas cantaor, 1999
- 24 quilates, 2002.
- El rey del cante gitano, 2003.
- Magna Antología del Cante Flamenco, Volumen 3, 2008.
- Agujetas: Historia, Pureza y Vanguardia del Flamenco, 2012, antología de cinco discos.
- Agujetas en Japón, grabado en 2013 (publicado en 2022)